# Basilica di San Giovanni Battista (Chaumont)
La basilica di San Giovanni Battista (in francese: basilique Saint-Jean-Baptiste de Chaumont) è una chiesa cattolica di Chaumont, nel dipartimento dell'Alta Marna.

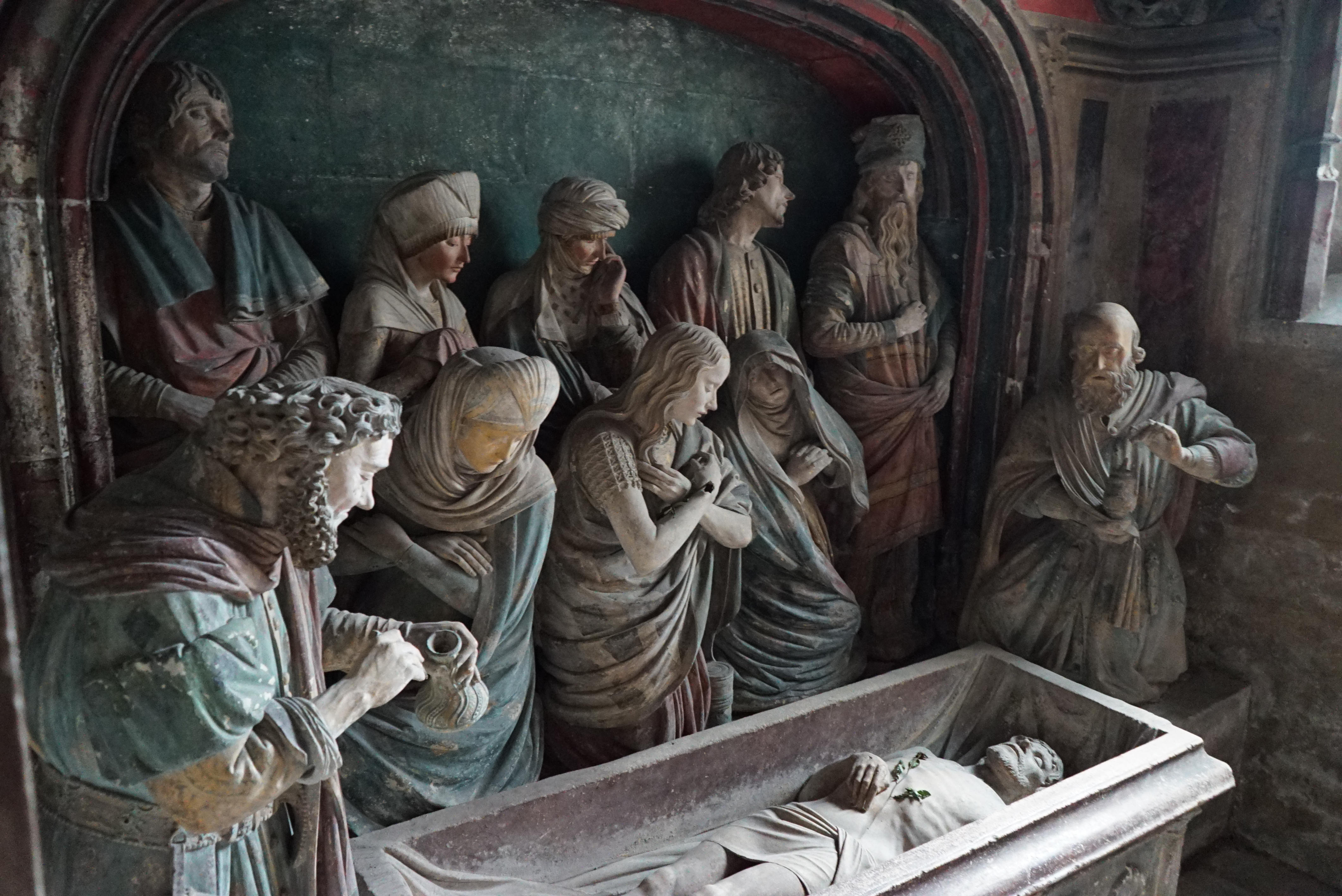
Deposizione di Cristo